# Östafrikansk rotråtta
Östafrikansk rotråtta  (Tachyoryctes splendens)  är en däggdjursart som först beskrevs av Eduard Rüppell 1835.  Tachyoryctes splendens ingår i släktet afrikanska rotråttor och familjen råttdjur. IUCN kategoriserar arten globalt som livskraftig. Inga underarter finns listade i Catalogue of Life.

## Utseende
Honor är med en kroppslängd (huvud och bål) av 15,9 till 20,5 cm, en svansläng av 5,1 till 7,7 cm och en minimalvikt av 140 g oftast mindre än hannar. Enskilda honor kan med 315 g vikt vara tyngre. Exemplar av hankön är utan svans 17,0 till 21,5 cm långa, svanslängden är 5,3 till 7,7 cm och vikten varierar mellan 180 och 305 g.
Arten har ett massivt huvud med små ögon och avrundade öron. Dessutom kännetecknas huvudet av ett naket område kring näsborrarna samt av ganska korta morrhår. De långa framtänderna med gul till orange tandemalj på framsidan är delvis synliga när munnen är sluten. Kroppen är täckt av lång, mjuk och tät päls. Håren som bildar pälsen är gråa nära roten och kanelbruna vid spetsen. Ungdjur har däremot en mörk gråblå päls. Östafrikansk rotråtta har påfallande långa klor vid baktassarna i jämförelse till framtassarnas klor.
Några exemplar kan ha vita fläckar på kroppen. Vid framtassen är det tredje fingret längst och tummen förekommer bara rudimentärt. Den andra tån vid bakfoten är längre än alla andra tår.

## Utbredning
Denna gnagare förekommer med flera från varandra skilda populationer i bergstrakter eller högland i östra Afrika från Etiopien till norra Tanzania, Rwanda och östra Kongo-Kinshasa. Arten lever i regioner som ligger 1100 till 3800 meter över havet. Ibland godkänns de olika populationerna som självständiga arter. Habitatet varierar mellan regnskogar, andra skogar, savanner, odlade områden, trädgårdar och stadsparker.

## Ekologi
Liksom den andra afrikanska rotråttan gräver arten tunnelsystem och vid utgångarna bildas jordhögar. Individerna äter olika växtdelar. Hannar som hölls i samma bur var aggressiva mot varandra. Förutom gångarna ingår olika rum i boet där djuret sover, lagrar förråd eller lämnar sin avföring. I motsats till mullvadsgnagare går afrikanska rotråttor sällan baklänges i tunnlarna. De har däremot bra förmåga att vända om. Denna gnagare är dagaktiv men de kommer sällan upp till markytan.
Individerna kommunicerar genom att skrapa med tänderna på boets väggar. Allmänt framkallas 3 till 10 skrapljus i kort avstånd och sedan följer en paus. Honor kan vara flera gånger per år brunstiga. Under parningsleken har hannar och honor kvittrande läten och de skrapar framtänderna mot varandra.  Efter dräktigheten som varar i 46 till 49 dagar föds upp till tre eller sällan fyra ungar. Nyfödda ungar är blinda, saknar hår och tänder och de väger 11 till 18 g. Ungarna börjar efter 15 till 20 dagar med fast föda och cirka 15 dagar senare slutar honan med digivning. Ungefär 80 dagar efter födelsen skapar ungarna egna bon.